# Inkom
Inkom es una ciudad ubicada en el condado de Bannock en el estado estadounidense de Idaho. En el año 2010 tenía una población de 854 habitantes y una densidad poblacional de 502,35 personas por km².

## Geografía
Inkom se encuentra ubicado en las coordenadas 42°47′46″N 112°15′0″O / 42.79611, -112.25000. Según la Oficina del Censo, la localidad tiene un área total de 1,7 km² (0,7 mi²), de la cual 1,7 km² (0,7 mi²) es tierra y 0 km² (0 mi²) (0.0%) es agua.

## Demografía
En el 2000 la renta per cápita promedia del hogar era de $32,500, y el ingreso promedio para una familia era de $42,000. En 2000 los hombres tenían un ingreso per cápita de $34,167 contra $22,656 para las mujeres. El ingreso per cápita para la localidad era de $13,501. Alrededor del 10.3% de la población estaba bajo el umbral de pobreza nacional.